# Tachensee (Stuttgart)
Der Tachensee ist ein See im Stadtteil Weilimdorf der Landeshauptstadt Stuttgart von Baden-Württemberg und der einzige natürliche See im Stadtgebiet.

## Geographie
Der Tachensee liegt am westlichen Rand des Naturschutzgebietes Greutterwald am Fuß des Höhenrückens Lemberg zwischen Weilimdorf und Korntal auf einer Höhe von 311,4 m ü. NHN. Naturräumlich gesehen gehören See und Umgebung dem Unterraum Südlicher Strohgäurand des Neckarbeckens an. Das anstehende Gestein ist der lehmreiche Gipskeuper (Grabfeld-Formation), durch den von Ost nach West eine Störungslinie streicht, die mitten durch den See läuft. Die natürliche Entwässerung führt etwa auf deren Verlauf nach Westen über das in der offenen Flur gleich anschließende Teilgebiet Reisachmulde des  Landschaftsschutzgebietes Reisachmulde-Lemberg zum Weilimdorfer Lindenbach, einem Zufluss der Glems, die über die Enz in den Neckar entwässert. Weniger als einen halben Kilometer östlich des Sees verläuft deren Wasserscheide zum Einzugsgebiet des Feuerbachs, eines linken Neckar-Zuflusses oberhalb der viel größeren Enz.

## Beschreibung und Geschichte
Der Tachensee bedeckt eine Fläche von etwa 60 Ar.
Sein Name leitet sich von der mittelhochdeutschen Wurzel dahe, tahe ‚Lehm, Ton‘ ab.
Im 19. Jahrhundert diente der See zur Zucht von Blutegeln. 1862 kaufte Gottlob Pfleiderer, der Leiter des nahegelegenen Korntaler Knabeninstituts, ein Grundstück am See, errichtete am Westufer ein Landhaus und ließ seine Schüler dort Sport treiben. 1905 erwarb der Maler Otto Reiniger das Landhaus. Bis heute befindet sich der See im Privatbesitz seiner Nachkommen.

### LUBW
Amtliche Online-Gewässerkarte mit passendem Ausschnitt und den hier benutzten Layern: Tachensee und Umgebung

Allgemeiner Einstieg ohne Voreinstellungen und Layer: Daten- und Kartendienst der Landesanstalt für Umwelt Baden-Württemberg (LUBW) (Hinweise)
1. ↑  Höhe nach blauer Beschriftung auf dem Hintergrundlayer Topographische Karte.
2. ↑  Seefläche nach dem Layer Stehende Gewässer.
3. 1 2  Dimensionen abgemessen auf dem Hintergrundlayer Topographische Karte.
4. 1 2  Schutzgebiete nach den einschlägigen Layern, Natur teilweise nach dem Layer Biotop.
5. ↑  Einzugsgebiet nach dem Layer Basiseinzugsgebiet (AWGN).

### Andere Belege
1. ↑  Friedrich Huttenlocher, Hansjörg Dongus: Geographische Landesaufnahme: Die naturräumlichen Einheiten auf Blatt 170 Stuttgart. Bundesanstalt für Landeskunde, Bad Godesberg 1949, überarbeitet 1967. → Online-Karte (PDF; 4,0 MB)
2. ↑  Geologie nach den Layern zu Geologische Karte 1:50.000 auf: Mapserver des Landesamtes für Geologie, Rohstoffe und Bergbau (LGRB) (Hinweise)
3. ↑  Lutz Reichardt: Ortsnamenbuch des Stadtkreises Stuttgart und des Landkreises Ludwigsburg (= Veröffentlichungen der Kommission für geschichtliche Landeskunde in Baden-Württemberg, Reihe B, Band 11). Stuttgart 1982, S. 151.
4. ↑  dahe. In: Jacob Grimm, Wilhelm Grimm (Hrsg.): Deutsches Wörterbuch. Band 2: Biermörder–D – (II). S. Hirzel, Leipzig 1860 (woerterbuchnetz.de).
5. ↑  Julius Bernhard: Reisehandbuch durch Württemberg und die angrenzenden Landstriche der Nachbarstaaten. Stuttgart 1863, S. 450.
6. ↑  Reinhard Heinz: 750 Jahre Weilimdorf. Geschichte und Geschichten zum Jubiläum 1993. Herausgegeben vom Weilimdorfer Heimatkreis e. V. Stuttgart 1993, S. 34.
7. ↑  Titus Häussermann: Die Stuttgarter Straßennamen. Stuttgart 2003, S. 453.